# Битка у Могадишу
Битка у Могадишу водила се између америчких и сомалијских герилских снага лојалним ратном вођи Мохамеду Фараху Аидиду између 3. и 4. октобра 1993. у главном граду Сомалије, Могадишу.
Акција, позната и под кодним називом операција Код Ирена, завршила је као фијаско за америчке специјалне снаге, које су изгубиле 18 војника и 2 хеликоптера, не ухвативши Аидида и његове сараднике. На страни герилаца било је око 1.000 погинулих.

## Операција Код Ирена

### План
Операција почиње у послеподневним часовима 3. 10. 1993. године, након што је добијена информација о боравку двојице високих официра Аидидове ратне милиције у једној кући у средишту Могадиша – министра спољних послова Салада и Аидидовог политичког саветника Авалеа. У операцији учествује 160 америчких ренџера и припадника јединице Делта уз подршку 12 возила и 19 хеликоптера типа UH-60 Блек Хоук и МХ6 Мала птица. План је предвиђао да јединица Делта буде хеликоптерима пребачена до куће у којој се налазе осумњичени те да након њиховог хватања амерички командоси колоном возила буду заједно с заробљеницима враћени у базу. Заштиту акције и транспорт конвоја до базе требало је да осигурају ренџери.

## Битка
Два сата по добијању информације почиње напад на кућу на пијаци Бакара, а већ након само двадесетак минута ухапшена су оба осумњичена. Но, операција након тога креће непредвиђеним током. Приликом запоседања положаја око куће један је војник испао из хеликоптера са висине од тридесетак метара и остао тешко озлеђен. Истовремено и колона возила ренџера која је требало да дође на договорено место закаснила је, јер су сомалијски цивили и локална милиција на улицама подигли барикаде од запаљених аутомобилских гума. Одмах по хапшењу на месту догађаја почиње да се окупља велики број цивила и наоружаних људи који онемогућавају одвођење ухапшених. Убрзо долази и до прве размене ватре америчких војника и припадника сомалијских милиција. У тој размени ватре противоклопним бацачима ракета, руске производње срушена су два хеликоптера Црни соко. Пилот хеликоптера Мајкл Дуран заробљен је, а ослобођен је тек након једанаест дана (коришћење снимака његовог малтретирања по улицама је у медијима касније и окренуло америчку јавност против учешћа америчких војника у Сомалији).
Покушаји извлачења преживелих из срушених хеликоптера раздвојили су конвој и додатно закомпликовали акцију, те узроковали нове жртве међу америчким војницима. Два сата након почетка акције конвој се ипак окупио и покушао кренути, међутим промашен је смер и конвој почиње лутати могадишким улицама. Групу су све време нападали сомалијски герилци, а амерички војници из пратње су десетковани. Део војника са заробљеницима вратио се у базу, но око стотинак америчких војника остаје у граду и даље одсечено. У послеподневним сатима из америчке базе послата је јединица за помоћ одсеченим војницима, али се она не успева пробити и враћа се натраг у базу. Упркос ограниченој ваздушној потпори одсечени војници пружају отпор током целе вечери и дела ноћи. Истовремено скупљају се америчке, малезијске и пакистанске јединице те у јутарњим сатима долазе у помоћ одсеченим америчким војницима, деблокирају их и враћају у базу.

## Последице
У операцији „Код Ирена“ погинуло је 18 америчких војника, а 73 су рањена, док је међу Сомалијцима изгубило живот око 350 људи. Пуну одговорност за неуспех акције прихватио је амерички генерал Герисон.
Разлози америчког дебакла били су следећи: недовољна ваздушна подршка јединицама на земљи која је била ограничена само на хеликоптере, нису направљене озбиљне процедуре извлачења ако акција крене рђаво, није било планова координације са осталим УН снагама у граду.